# Pelden Gyatsho

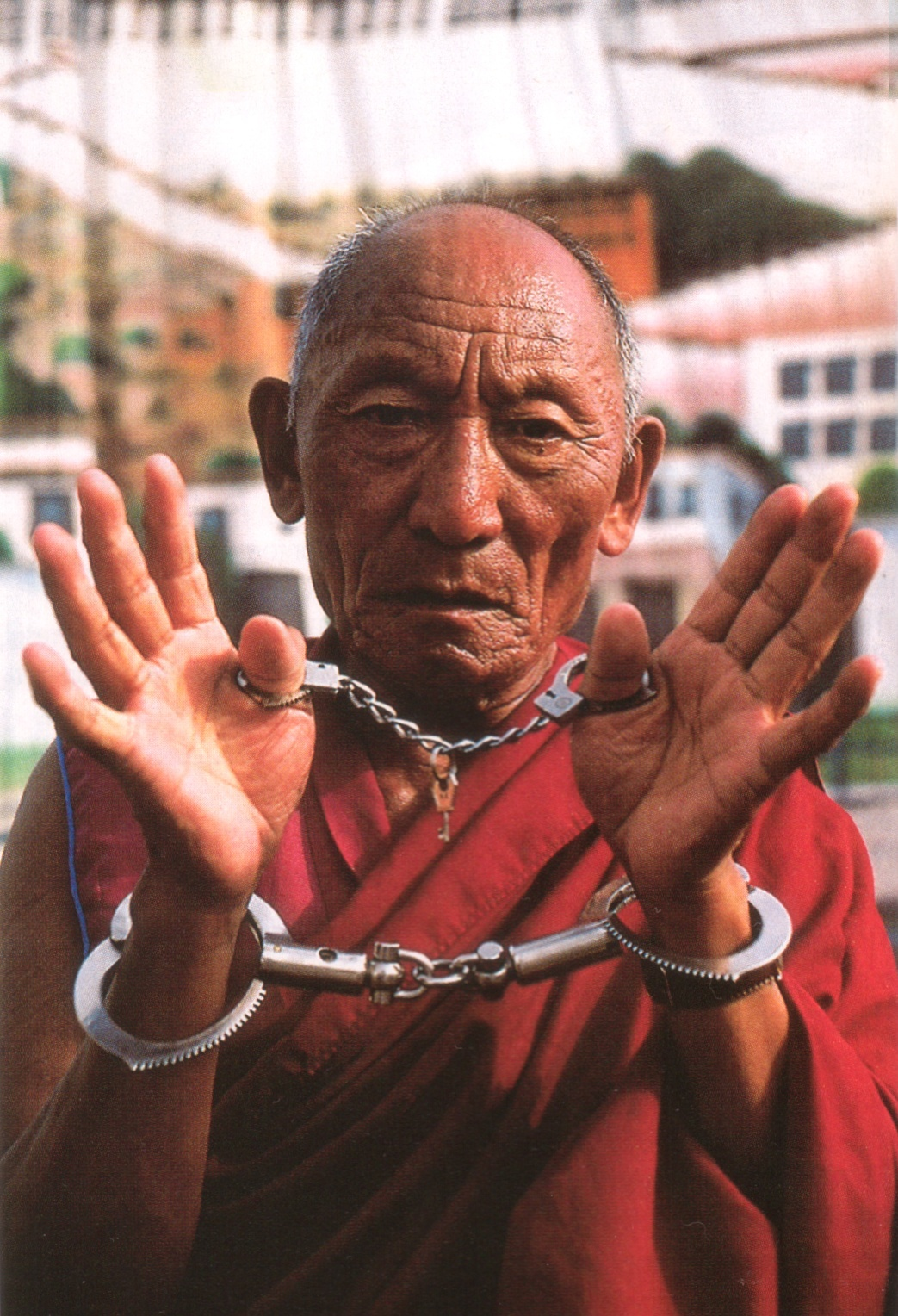
Pelden Gyatso (2000)

Pelden Gyatsho (auch: Palden Gyatso; tibetisch: dpal ldan rgya mtsho; * 1933 in Panam, Tibet; † 30. November 2018 in McLeod Ganj, Indien) war ein buddhistischer Mönch. Während der chinesischen Invasion in Tibet wurde er verhaftet und verbrachte 33 Jahre in chinesischen Gefängnissen. Nach seiner Freilassung 1992 ging er nach Dharamsala (Nordindien) ins Exil.

## Leben
Pelden Gyatshos Geburtsort Panam liegt am Nyangchu Fluss zwischen Gyangzê und Samzhubzê. Gyatsho trat 1943 als Novize ins Kloster Gadong ein. Noch während der chinesischen Invasion wurde er 1952 zum vollordinierten Mönch der Gelug-Schule ernannt. Später lebte er im Drepung-Kloster in der Nähe von Lhasa. 
Nach dem Tibetaufstand 1959 wurde Pelden Gyatsho von den chinesischen Behörden verhaftet. Die folgenden 33 Jahre verbrachte er in verschiedenen chinesischen Gefängnissen und Arbeitslagern. Er wurde gezwungen, an Umerziehungskursen teilzunehmen, und wurde dabei gefoltert, was irreversible körperliche Schäden zur Folge hatte. Er folgte jedoch weiterhin dem Dharma. 
1992 wurde Pelden Gyatsho freigelassen. Er flüchtete nach Dharamsala in Indien, dem Ort der tibetischen Exilregierung. Dort verfasste er seine Autobiografie Fire Under The Snow (deutsche Ausgabe: Ich, Palden Gyatso, Mönch aus Tibet), welche in zahlreiche Sprachen übersetzt wurde.
Bei seinen darauf folgenden Reisen durch Amerika und Europa hat er sich als Gegner der chinesischen Besetzung Tibets und als Zeitzeuge einer langjährigen chinesischen Gefangenschaft politisch engagiert. 1995 wurde er von der UN-Menschenrechtskommission in Genf angehört. 
Pelden Gyatsho lebte in Dharamsala und widmete sich seinen buddhistischen Studien.

## Autobiografie
- Fire Under The Snow. The Harvill Press, London 1997, ISBN 1-86046-509-9. 
  - Ich, Palden Gyatso, Mönch aus Tibet. Bastei Lübbe, Bergisch Gladbach 1997, ISBN 978-3-404-61447-9.